# Erkki Linko
Erkki Edvard Linko, fins al 1906 Lindroth (Tampere (regió de Pirkanmaa), 27 de febrer, 1893 - Estocolm, 23 de novembre, 1966), va ser un líder d'orquestra finlandès i fundador de l'Orquestra Simfònica de la Ràdio Finlandesa.
Linko era fill del director de cor Edvard Linko i Maria Elisabeth Lundelin. El seu germà Ernst Linko era músic i estava casat amb la cantant d'òpera Lahja Linko. Es va convertir en estudiant el 1912 i va estudiar a la Universitat de Hèlsinki fins a 1918. En la seva joventut va dirigir produccions d'opereta al Teatre de Tampere.
Va estudiar música al Conservatori de Hèlsinki del 1920 al 1922, i el 1930 va emprendre un viatge d'estudis a Àustria i Riga. Entre 1916 i 1927 va dirigir diverses orquestres de cinema i restaurants, i el 1927 va ser un dels iniciadors de l'Orquestra Simfònica de la Ràdio, de la qual va ser director del 1927 al 1952. Va ser director de la biblioteca musical de la ràdio de 1944 a 1952, cap de la Westerlund Concert Bureau de 1948 a 1949, membre de la junta de l'Associació de Músics de Finlandia de 1923 a 1927 i el seu secretari de 1926 a 1927. Linko també va dirigir orquestres de ràdio a Riga, Praga i Estocolm.
El maig de 1929 van arribar a Hèlsinki tècnics alemanys de la companyia de gramòfons Polyphon i es van fer una seixantena d'enregistraments a l'apartament dels "Sällskapet Muntra Musikanters". Linko va ser director de l'orquestra d'estudi de la companyia (Helsinki Polyphon Orchestra). Entre els solistes convidats hi havia R.R. Ryynänen, Lauri Sirelius, Olga Siikaniemi, Iivari Kainulainen i Markus Rautio. Un enregistrament històric en el qual Linko va participar com a director de l'orquestra va ser Tango Carita amb Martta Tiger com a cantant. El tango, compost per François de Godzinsky, es va convertir així en el primer enregistrament nacional del gènere a Finlàndia, malgrat que l'estil musical es practicaba al país des de 1913.